# غارلاند رايت
غارلاند رايت (بالإنجليزية: Garland Wright)‏ هو ضابط أمريكي، ولد في 4 أغسطس 1954.